# Манташев, Левон Александрович
Левон Александрович Манташев (1880 — 23 октября 1954, Париж, Франция), также варианты имени: Леон или Леонард — сын миллионера-нефтепромышленника Александра Манташева, продолживший его дело. Крупный предприниматель, меценат и заводчик лошадей. Потомственный почётный гражданин.

## Биография

### В России
При жизни Александра Манташева Левон, в отличие от братьев, участвовал в его делах, в том числе и благотворительных. Он увлекался лошадьми, бывал в Европе.
Получив отцовское наследство, Левон Манташев расширил и приумножил дело родителя. В 1907—1910 годах был членом правления, а с 1910 года — председателем правления Общества «А. И. Манташев и К°». Член правления Нефтепромышленного и торгового об-ва «И. Е. Питоев и Кo», член советов Азовско-Донского и Тифлисского коммерческого банков.
Репутация Левона, однако, была уже гораздо менее однозначной и положительной, чем у набожного Александра Манташева. Отмечали и некоторую жуликоватость, свойственную этому предпринимателю.
Более миллиона рублей Левон вложил в свою конюшню. Также он владел конюшнями на Кубани. Всего, включая конезавод под Тифлисом, который особых успехов не достиг и известных лошадей именно из него не вышло, у него содержалось до 200 чистокровных скакунов. В 1914 году его жеребец Галуст со всадником-негром Вингфильдом по прозвищу «Чёрный маэстро» верхом на нём выиграл Скаковое Дерби 1914 года. Были и другие конно-спортивные победы. К 1917 году состояние предпринимателя достигало 40 миллионов рублей. У него имелось три «Роллс-Ройса». У императора Николая II в то же время был лишь один. Левону даже приписывают пренебрежительное высказывание о Романовых по этому (автомобильному) поводу.
Л. А. Манташев был крупным российским предпринимателем, а еще игроком (в 1915 году однажды ночью он выиграл у купца Н. П. Рябушинского его известную в Москве виллу «Черный лебедь» в Петровском парке), кутилой, страстным лошадником, вложившим душу в коннозаводческий завод в Дидубе (сегодня — окраина Тбилиси), филантропом и московским домовладельцем, вензеля которого «ЛМ» до сих пор украшают Ленинградский проспект российской столицы в двух местах.

### В эмиграции
Революция и последующая национализация Бакинских нефтепромыслов разорили Манташева и вытолкнули в эмиграцию, где и прошла вторая половина жизни предпринимателя (Левон Александрович уехал в конце 1917 года). Предприняв неудачные попытки продать иностранным бизнесменам оставшиеся в России и отчужденные активы своих предприятий, первые годы прожил в собственном особняке без больших лишений. В эмиграции был членом Торгпрома. Выиграл свой последний миллион франков на скачках (он успел вывезти за границу скаковых лошадей, перегнав их в Польшу, а самая известная из них по кличке Трансвааль родилась уже в эмиграции). Жена его работала в магазине. Левон умер в бедности в 1954 году, за рулём, работая таксистом. До 1947 он выставлял своих лошадей на ипподромах Франции, но с середины 1920-х успеха они не имели.
Чернокожий наездник Вингфильд, поучаствовавший в спасении манташевских лошадей от реквизиции в Советской России, также оказался во Франции и встретился с бывшим работодателем. Он прожил долгую жизнь, скончавшись в возрасте 93 лет[значимость факта?].
О Левоне Александровиче писал А. Н. Толстой в своем романе «Эмигранты», правда, воспоминания вернувшегося из эмиграции и обласканного властью писателя были не вполне свободны от пристрастности. В другой раз он упоминает Леона (так в тексте) Манташева в «Гиперболоиде инженера Гарина», обращаясь к истории его недолгого повторного обогащения, когда эмигрант смог мимолетно сделаться снова миллионером. Недалеко от московского ипподрома сохраняется давно не используемое по назначению здание конюшен Л. А. Манташева.

## Благотворительность
В 1914 году предприниматель выделил триста тысяч рублей на строительство нового здания женской гимназии Святой Гаянэ в Тифлисе.
Пятнадцать тысяч сначала и еще пять тысяч через несколько лет пожертвовал Армянскому драматическому обществу, двадцать тысяч было выделено Нерсесяновской семинарии. 
В Борчалинском уезде он купил землю и предоставил ее для проведения научных и сельскохозяйственных опытов.
В 1918 году послал в подарок Армении санитарный поезд, который, однако, не дошел до адресатов.

## Семья
У Левона было трое братьев и четыре сестры. Братья покинули Россию чуть позже него, в начале 1920 года.